# Silene nepalensis
Silene nepalensis är en nejlikväxtart som beskrevs av Majumdar. 
Silene nepalensis ingår i släktet glimmar och familjen nejlikväxter. Inga underarter finns listade i Catalogue of Life.